# Szczelina nad Ponorem
Szczelina nad Ponorem – jaskinia w Dolinie Kościeliskiej w Tatrach Zachodnich. Wejście do niej znajduje się przy brzegu Potoku Kościeliskiego, niedaleko mostku przed Krzyżem Pola, na wysokości 1057 metrów n.p.m. Długość jaskini wynosi 5,7 metrów, a jej deniwelacja 2,5 metrów.

## Opis jaskini
Jaskinię stanowi szczelinowa, 2-metrowa studzienka do której prowadzi 1,5-metrowy korytarz z niewielkiego otworu wejściowego. Na jej dnie płynie woda dostająca się tu z Potoku Kościeliskiego. Jest to najwyżej położony ponor Jaskini Wodnej pod Pisaną.

## Przyroda
W jaskini brak jest nacieków i roślinności.

## Historia odkryć
Jaskinię odkrył W. W. Wiśniewski w 1986 roku. Sporządził jej plan i opis w 1989 roku.